# Sitticus penicillatus adriaticus
Sitticus penicillatus adriaticus is een spinnenondersoort in de taxonomische indeling van de springspinnen (Salticidae).
Het dier behoort tot het geslacht Sitticus. De wetenschappelijke naam van de soort werd voor het eerst geldig gepubliceerd in 1938 door Gábor von Kolosváry.